# Falkenried-Terrassen

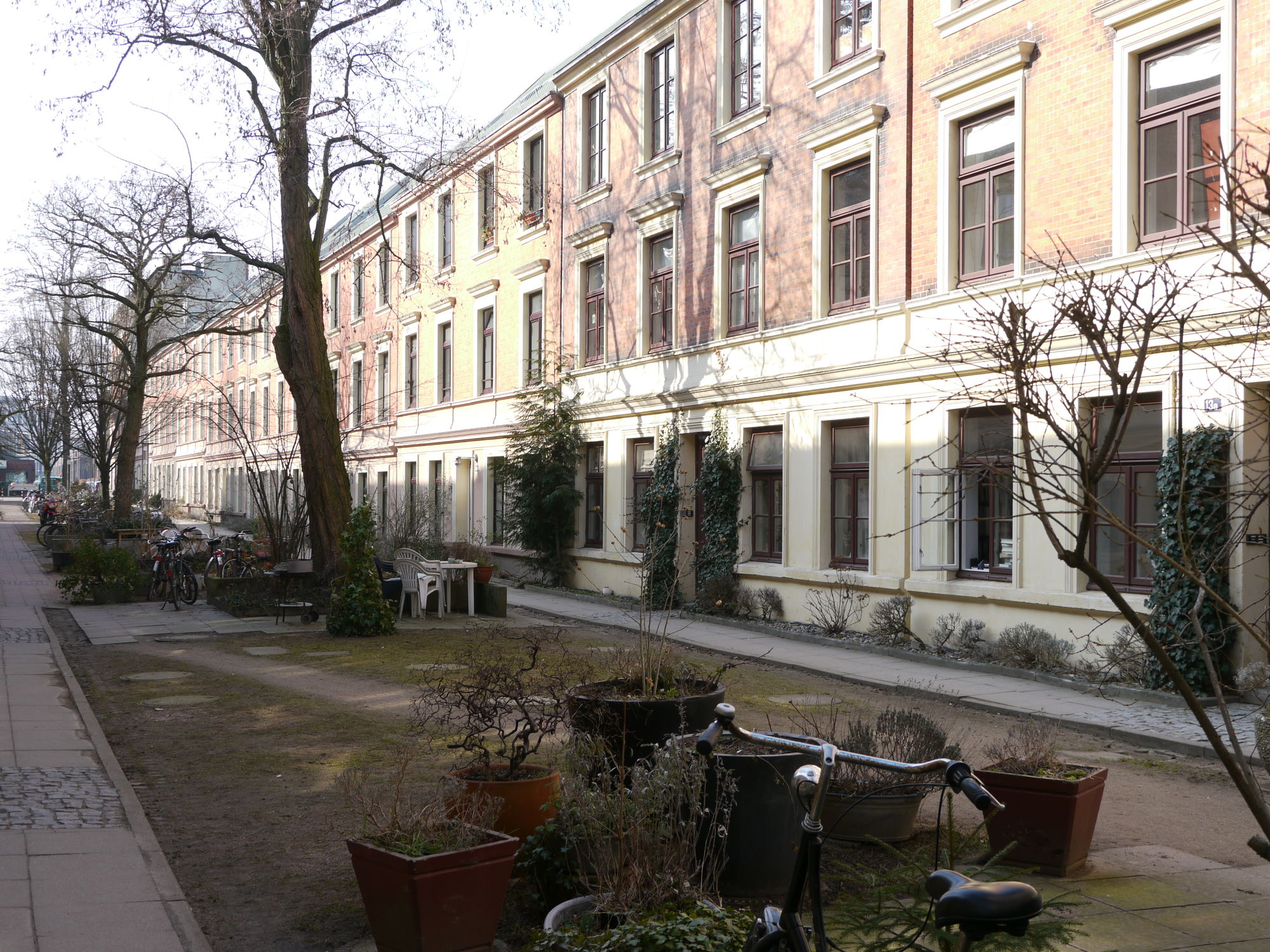
Wohngebäude der Falkenried-Terrassen

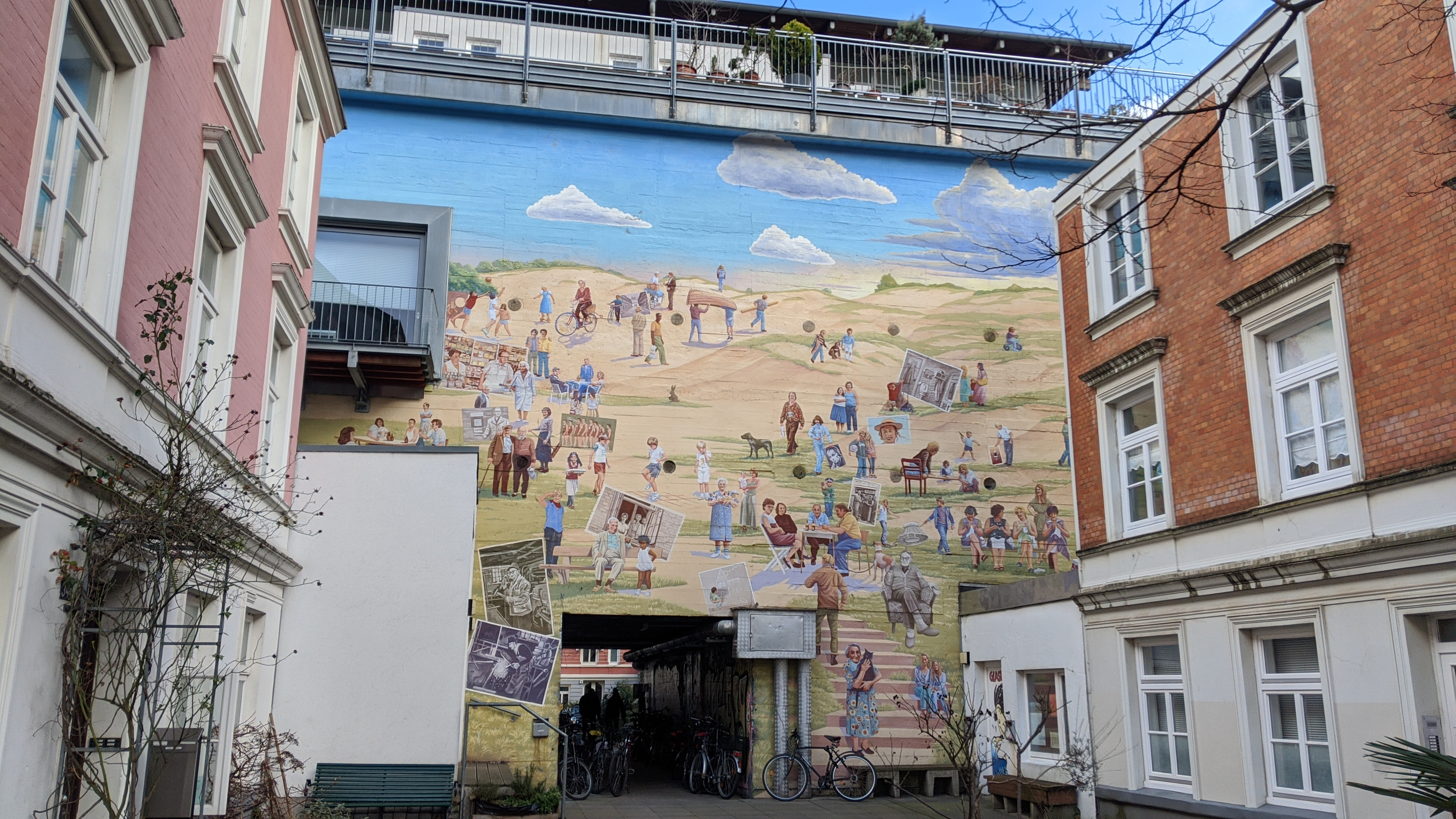
Hochbunker Löwenstraße, Ansicht von der Hofseite

Die Falkenried-Terrassen, alternative Schreibweise: Falkenriedterrassen, sind ein denkmalgeschütztes Wohnquartier in Hamburg-Hoheluft-Ost.

## Beschreibung und Geschichte
Das Quartier befindet sich nordöstlich der Straße Falkenried im Bezirk Hamburg-Nord. Der Gebäudekomplex besteht aus 324 Zweizimmerwohnungen mit einer Wohnfläche von 32 bis 46 Quadratmetern, zwei Aufenthaltsräumen, einer alten Glaserei und einer alten Schlosserei. Die Bauten, die von fünf Privatstraßen durchschnitten werden, sind jeweils 140 Meter lang und, mit Ausnahme der Kopfbauten, dreigeschossig erbaut.
Die Gebäude wurden 1890/91 für kinderreiche Arbeiterfamilien der benachbarten Fahrzeugwerkstätten Falkenried erbaut und 1903 erweitert. Während des Zweiten Weltkriegs wurden sie 1941 und 1943 teilweise zerstört, außerdem wurden einige Häuser für den Bau eines Hochbunkers abgerissen. Nachdem ein Abriss der Gebäude diskutiert worden war, gründeten die Bewohner 1973 eine Mieterinitiative, um den Erhalt der Wohnungen zu sichern. 1988 ging aus der Initiative eine Genossenschaft hervor, die die Wohnungen seitdem verwaltet.
Von 1992 bis 1994 wurden die Gebäude instand gesetzt und modernisiert.